# Vickers Victoria
Il Vickers Victoria (identificazione di fabbrica Type 56) era un aereo da trasporto militare bimotore e biplano, sviluppato dalla divisione aeronautica dell'azienda britannica Vickers Limited negli anni venti.
Progetto derivato dal bombardiere Vickers Virginia, venne utilizzato dalla Royal Air Force tra la fine del decennio e l'inizio di quello successivo.

## Storia del progetto
Analogamente a quanto già avvenuto in precedenza per il Vickers Vimy, dal quale vennero sviluppati i velivoli da trasporto Vimy Commercial e Vernon, il Victoria venne sviluppato, come velivolo da trasporto, dal bombardiere Virginia.
Il primo prototipo, Type 56 Victoria Mk.I, venne portato in volo il 22 agosto del 1922 e riprendeva le linee del progetto originale, tranne che per la grande fusoliera di sezione ellittica, destinata ad ospitare 22 soldati completamente equipaggiati. La motorizzazione di questo grande biplano era affidata a due motori Napier Lion (in questa prima fase, del modello "IXA", da 450 hp).
La prima versione di serie Type 117 Victoria Mk.III, preceduta da un secondo prototipo definito Type 81 Victoria Mk.II, introduceva un disegno alare con leggera freccia nei tronchi alari esterni.
La versione successiva, Type 145 Victoria Mk.IV, fu costruita in un solo esemplare che fu il primo a presentare la struttura delle ali in metallo. Questo velivolo fu anche il solo a montare motori radiali Bristol Jupiter (9 cilindri dalla potenza di 435 hp). Alcuni velivoli della serie precedente, pur mantenendo la diversa motorizzazione, vennero aggiornati con la struttura alare metallica.
La principale variante di produzione fu rappresentata dal Type 169 Victoria Mk.V che, mantenendo la struttura alare metallica ed introducendo piani verticali completamente mobili, era motorizzata con la versione "VIIB" dei Napier Lion (da 570 hp).
Infine venne prodotto il Type 262 Victoria Mk.VI, che montava motori radiali Bristol Pegasus II L3 (nuovamente radiali a 9 cilindri), capaci di 622 hp. Da quest'ultima serie di velivoli, mantenendo la motorizzazione radiale, prese origine il Type 264, ribattezzato Valentia.

## Tecnica
Il Vickers Victoria era un biplano bimotore, inizialmente di struttura interamente lignea e con le due ali con la medesima apertura. La fusoliera, di forma ellittica, era molto ampia e poteva ospitare fino a 22 soldati completamente equipaggiati. I due piloti erano alloggiati nella parte superiore della prua, in abitacoli affiancati ed aperti.
Nelle versioni di maggior produzione (Mk V e Mk VI) le ali vennero realizzate con struttura metallica ed assunsero un leggero andamento a freccia, nella parte più esterna dei tronchi.
I motori, agganciati a montanti ed installati a metà fra i due piani alari, nelle versioni realizzati in maggior numero di esemplari erano due "W 12" Niper Lion, ma vennero realizzati anche esemplari dotati di motori radiali (Bristol Jupiter o Bristol Pegasus).

## Impiego operativo
A partire dal 1926 i Victoria vennero impiegati dalla Royal Air Force, prevalentemente in Medio Oriente ed in India.
Un numero ristretto di esemplari prestò servizio nei reparti basati in Gran Bretagna; sicuramente degno di nota l'impiego di un esemplare di Victoria presso la Central Flying School della RAF, utilizzato per l'addestramento al volo cieco grazie all'ampiezza della fusoliera che era in grado di ospitare tutte le apparecchiature necessarie.
L'impiego operativo di maggior rilevanza fu certamente la realizzazione del ponte aereo (messo in atto tra la fine del 1928 ed i primi mesi del 1929) tra Kabul e Peshawar: a partire dal 23 dicembre del 1928 i Vickers Victoria del 70th Squadron (affiancati da Airco DH.9 e Handley Page Hinaidi) a seguito di disordini nella capitale afghana che portarono all'allontanamento dell'emiro, effettuarono voli per complessive 28 160 miglia (45 320 km), per consentire l'evacuazione di civili europei, dei diplomatici inglesi e della corte rimossa .

## Versioni
- Type 56 Victoria Mk I: designazione assegnata al primo prototipo.
- Type 81 Victoria Mk II: anche in questo caso si trattò di un solo prototipo, il secondo in ordine di costruzione.
- Type 117 Victoria Mk III: designazione assegnata alla prima versione produttiva; venne realizzata in 31 esemplari che furono tutti impiegati dalla RAF.
- Type 145 Victoria Mk IV: versione con struttura alare in metallo; il prototipo era motorizzato con motori radiali Bristol Jupiter mentre sei velivoli vennero realizzati, con motori Niper Lion, mediante l'aggiornamento di esemplari delle versioni precedenti.
- Type 169 Victoria Mk V: principale versione di produzione; manteneva la struttura alare metallica e montava motori Niper Lion VIIB. Ne furono realizzati 37 esemplari nuovi oltre ad uno frutto della conversione di un velivolo Mk III.
- Type 262 Victoria Mk VI: ultima versione realizzata; identica alla precedente ma motorizzata con radiali Bristol Pegasus. Fu costruita in 11 esemplari di nuova produzione e 23 convertiti dalle serie precedenti.

## Sviluppi correlati
- Type 72 Vanguard: unico esemplare destinato al trasporto civile; i motori Niper Lion vennero sostituiti con due Rolls-Royce Condor (12 cilindri a V) da 670 hp ed il velivolo ridefinito dapprima Type 103 Vanguard e poi, impiegato dalla Imperial Airways a partire dal maggio del 1928, Type 170 Vanguard. Un incidente, occorso alla fine dello stesso anno, mise fine alla sua carriera.[1].
- Type 264 Valentia: versione di produzione sviluppata dal Victoria Mk.VI; montava motori Bristol Pegasus II L3 ed aveva fusoliera irrobustita in grado di trasportare un maggiore carico utile, potendo così sfruttare meglio la maggior potenza dei motori rispetto alle possibilità della cellula originale del Victoria.

## Paesi utilizzatori
Regno Unito
- Royal Air Force